# Corridoio ceco

Corridoio proposto
Linea tratteggiata - Attuale Burgenland

Il corridoio ceco fu una proposta avanzata in occasione della Conferenza di pace di Parigi del 1919, all'indomani della prima guerra mondiale. Il corridoio avrebbe collegato il Regno dei Serbi, Croati e Sloveni con la Cecoslovacchia attraverso uno stretto territorio che avrebbe separato Austria e Ungheria. La proposta venne chiamata anche con il nome di corridoio ceco-jugoslavo, ma si affermò la denominazione di corridoio ceco nel momento in cui i delegati jugoslavi annunciarono l'intenzione di lasciare il controllo del territorio ai cecoslovacchi. Ad ogni modo, la proposta venne respinta dagli altri partecipanti alla conferenza.
Il territorio del corridoio, lungo circa 200 km e largo fino a 80, sarebbe stato costituito dal Burgenland e da altri territori a cavallo della frontiera tra Austria e Ungheria, comprese parti delle province ungheresi di Moson, Sopron, Vas e Zala, zona talvolta chiamata Transdanubia occidentale. In un memorandum al governo francese del febbraio 1916, Tomáš Masaryk sosteneva che il corridoio avrebbe sanato «la divisione tra cecoslovacchi e jugoslavi» originata dall'invasione ungherese del IX secolo.
La proposta degli slavi venne respinta sulla base del diritto all'autodeterminazione: su 1,17 milioni di persone che risiedevano sul territorio nel 1919, solo 220 000 erano slavi (prevalentemente croati e sloveni), a fronte di 662 000 ungheresi e 289 000 appartenenti ad altri gruppi etnici (in maggioranza tedeschi). In realtà, nelle intenzioni dei proponenti, il vero obiettivo del corridoio doveva essere quello di separare i tedeschi dell'Europa centrale da quelli dell'Europa sud-orientale (svevi del Danubio).
Per quanto alla fine irrealizzata, la proposta ottenne il sostegno dei seguaci del panslavismo in quanto avrebbe creato un confine comune tra i due stati che meglio rappresentavano l'idea dell'unità slava (Cecoslovacchia e Jugoslavia) e che avrebbe collegato gli slavi occidentali con gli slavi meridionali.